# 별가 (관직)
별가(別駕)는 한국과 중국에서 사용한 관직이다. 한국의 경우 신라에서 주조(州助), 주보(州輔)라는 명칭으로 불리며 각 주의 차관직으로 1인씩 두어 나마(奈麻) 이상 중아찬(重阿飡)까지의 관등을 가진 자가 맡았다. 고려의 경우 중추원에 소속된 이속(吏屬), 조선은 승정원에 소속된 서리(書吏)직이었다.